# Pintures rupestres de Capçanes
Les pintures rupestres de Capçanes son un conjunt de gravats i pintures rupestres en el terme del municipi de Capçanes, al Priorat. Sumen, en total, una vintena de conjunts pictòrics d'estils llevantí i esquemàtic situats en abrics rocosos dels barrancs de la Vall i de la Parellada a camí de la serra de Llaberia.
Descobertes entre els anys 2006 i 2008, les pintures representen més que 150 figures humanes i d'animals. S'han dut a terme campanyes de restauració i s'han tancat el perímetre dels abrics. Es fan visites guiades.

## Les pintures rupestres del barranc de la Vall

### Conjunt pictòric del barranc de la Vall I
Està format per un total de 42 figures d'estil llevantí. Destaquen un grup de 5 figures humanes en posició de marxa ràpida, i un altre grup que forma una escena de festivitat, 2 arquers i una altra figura humana disfressada de bòvid, amb dues orelles i una cornamenta al cap.

### Conjunt pictòric del barranc de la Vall II
Està format per un total de 41 figures d'estil llevantí. Les figures humanes semblen representar una escena bèl·lica. La major part es troben abatudes amb una fletxa clavada i presenten una exagerada estilització. Es tracta de la representació més important del conjunt, anomenada 'la matança'.

### Conjunt pictòric del barranc de la Vall III
S'identifica una única figura de morfologia indeterminada.

## Les pintures rupestres del barranc de la Parellada

### Conjunt pictòric del Barranc de la Parellada I
Està format per un total de 10 figures d'estil llevantí. Destaca la figura d'un gran arquer que sembla que porta una bossa a l'esquena i que sosté un gran arc i diverses fletxes. Les seves cames són grans i proporcionades i porta uns protectors en els bessons.

### Conjunt pictòric del barranc de la Parellada II
Està format per un total de 4 figures d'estil esquemàtic.

### Conjunt pictòric del barranc de la Parellada III
Està format per 2 figures que no tenen cap relació, un gran toro d'estil llevantí i un petit motiu triangular d'estil esquemàtic-abstracte.

### Conjunt pictòric del barranc de la Parellada IV
Presenta dues àrees: Una de pintada, formada per 6 grups de barres d'estil esquemàtic-abstracte.
L'altre àrea està formada per 3 cérvols gravats al sostre del abric. No està ben clar si els gravats son d'estil llevantí o d'una època anterior constituint un vincle amb formes paleolítiques.

## Galeria

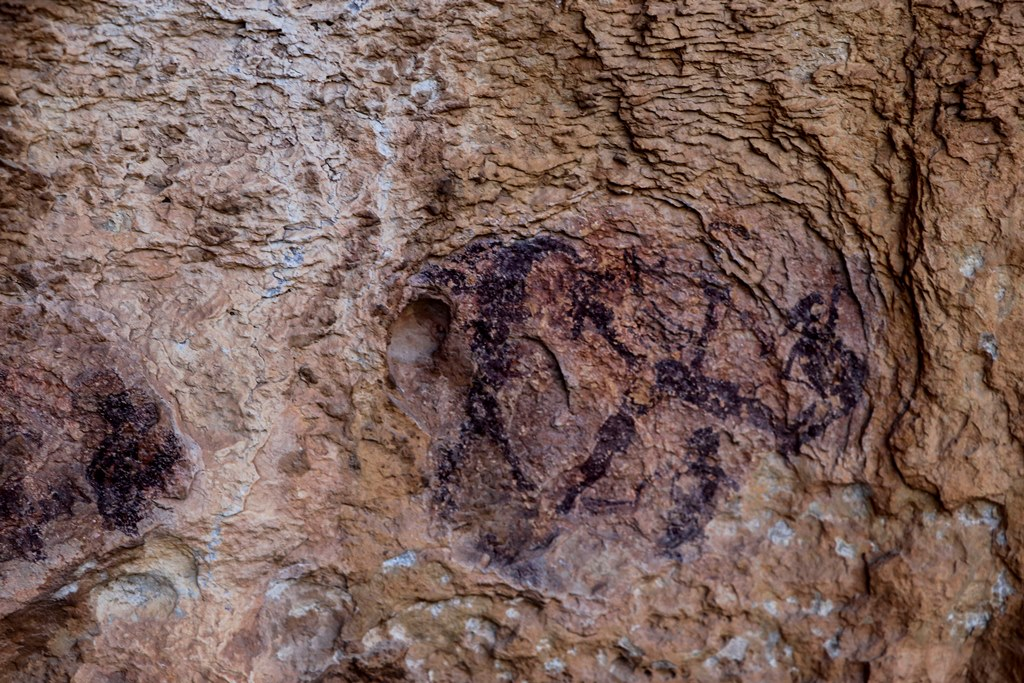
la Vall I: Escena de festivitat
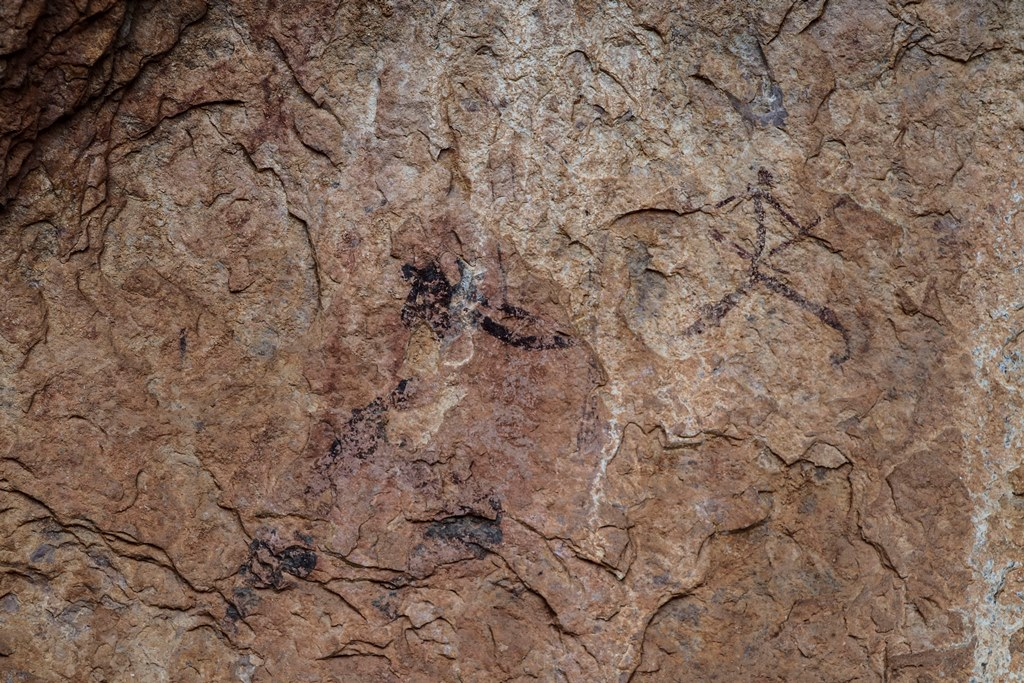
la Parellada I: Figura d'un gran arquer
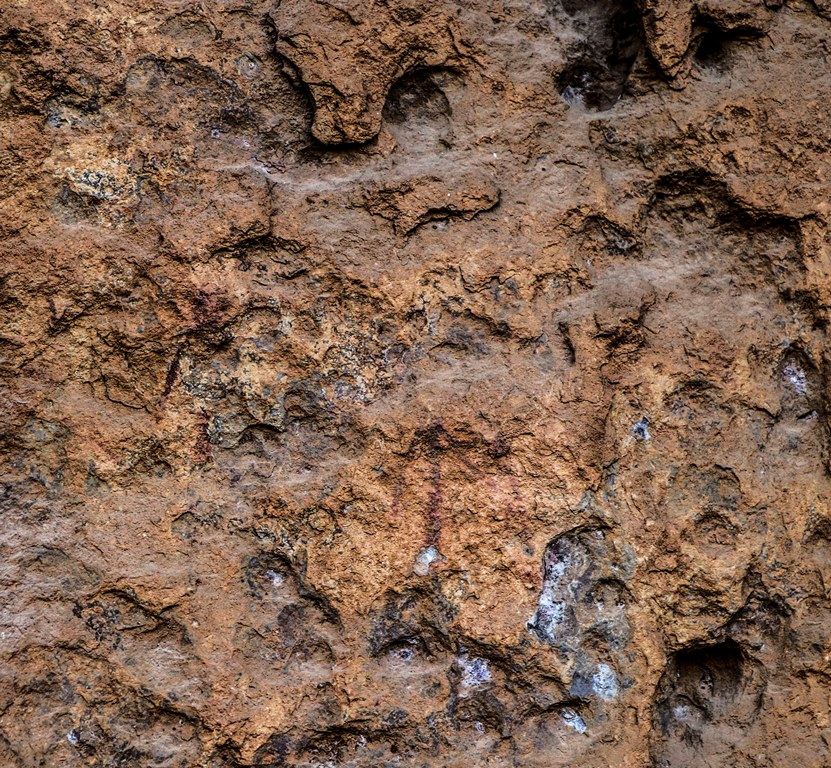
la Parellada II: Figures d'estil esquemàtic
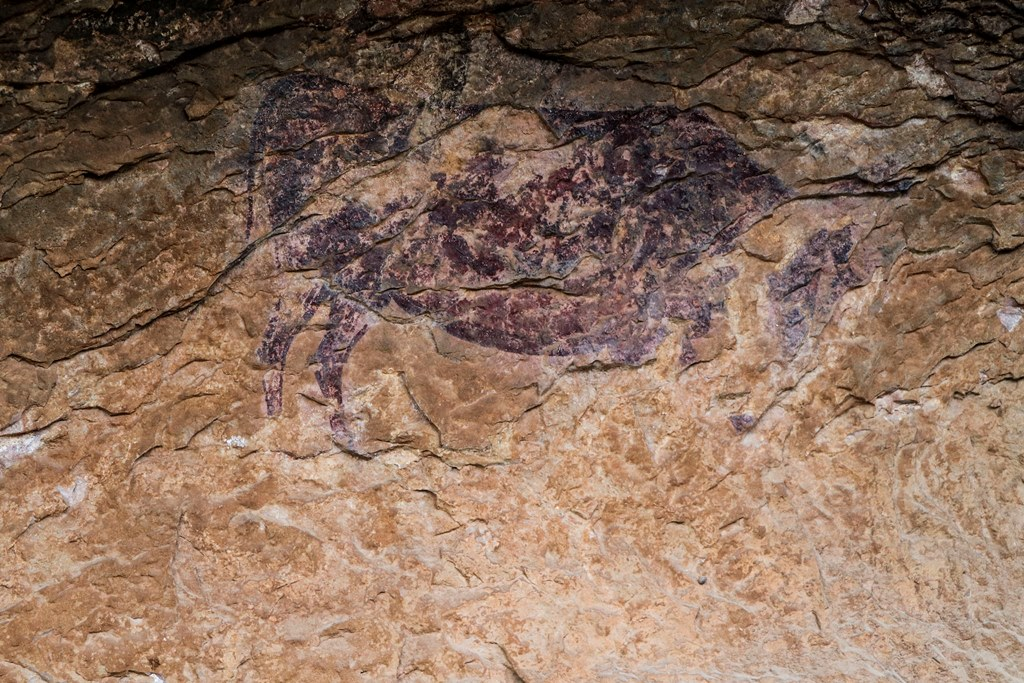
la Parellada III: Gran bòvid